# Pluvianus aegyptius
Il guardiano dei coccodrilli (Pluvianus aegyptius, Linnaeus, 1758) è un uccello caradriiforme, unico rappresentante della famiglia Pluvianidae.

## Distribuzione e habitat
Questo uccello vive in Africa, dalla Mauritania e Golfo di Guinea a est, all'Etiopia a ovest, e dall'Egitto a nord, all'Angola a sud. Saltuario in Libia, Kenya e Burundi.